# Žemberovce
Žemberovce (Hongaars: Zsember) is een Slowaakse gemeente in de regio Nitra, en maakt deel uit van het district Levice.
Žemberovce telt 1.253 inwoners.